# Ne coupez pas mes arbres
Ne coupez pas mes arbres (Lloyd George Knew My father) est une pièce de théâtre de 1972 de William Douglas-Home. Elle a été adaptée par Marc-Gilbert Sauvajon et présentée dans une mise en scène de Michel Roux, réalisation de Michel Treguer, en tournée de 1992 à 1993. Elle a été diffusée en 1993 à la télévision.
Elle avait déjà été diffusée dans les années 1970 avec Marie Bell, Robert Lamoureux, Magali Vendeuil et Alain Lionel. C'était une interprétation exceptionnelle.

## Argument
Lady Belmont mène une vie paisible auprès de son époux Sir William, un général en retraite. Un projet de bretelle d’autoroute doit traverser sa propriété, menaçant de saccager des arbres centenaires. Lady Belmont est révoltée et va tout faire pour empêcher ces travaux. 

## Fiche technique
- Auteur : William Douglas-Home
- Adaptation : Marc-Gilbert Sauvajon
- Réalisation : Michel Treguer
- Mise en scène : Michel Roux
- Décor et costumes : André Levasseur
- Durée : 92 min
- Date et enregistrement : 13 août 1993 au Théâtre du Gymnase

## Distribution
- Danielle Darrieux : Lady Sheila Belmont
- Jacques Dufilho : Sir William Belmont
- Alain Lionel : Hubert Belmont
- Rolande Kalis : Maud Belmont
- Ninou Fratellini : Saby Belmont
- Yannick Soulier : Simon
- Jean-Claude Weibel : Révérend Trévor
- Yves Berthiau : Richarson